# Бета раван
Поред алфа хеликса постоји и друга врста секундарне структуре код
протеина а то је ß раван (или ß наборана раван). Она се састоји од ß ланаца бочно повезаног са 3 или
више водоничних веза и формира увијену набрану плочу.
ß ланац је низ аминокиселина, који се састоји од 5
до 10 аминокиселина чији су пептидни ланци скоро потпуно издужени.
Повезане ß равни учествују у формирању глобуларних и фибриларних протеина који су испитивани код многих људских болести, укључујући Алцхајмерову и болест лудих крава.

## Номенклатура
Најчешће коришћени израз ß ланац се односи на једноланчани низ аминокиселина издужене конфигурације и обавијен водоничним везама, насупрот томе, ß раван се односи на скуп ланаца међусобно повезаних водоничним везама. Међутим, израз ß раван се понекад користи као синоним за ß ланац, као на пример, за један сегмент аминокиселине
продужене водоничном везом.

## Историјат
Прве структуре ß равни је предложио 1930. године Вилијам Астбури. Он је предложио идеју о водоничним везама између
пептидних веза паралелних или антипаралелних издужених ß ланаца. Ипак, Астбури није имао
неопходне податке о геометрији везе аминокиселина да би направио тачне моделе, посебно зато што није знао да је пептидна веза поларна. Тачнију верзију су предложили 1915. године Линус Паулинг и Роберт Кори.

## Структура и оријентација

### Геометрија
Већина ß ланаца су уређени тако да у додиру са другим ланцима формирају издужену мрежу водоничних веза са
суседним ланцима у којој N-H групе из кичме једног ланца успостављају водоничне везе са C=O групама
из кичме суседних ланаца. У потпуно издуженом ß ланцу долази до сукцесивне промене бочних ланаца усправљања и спуштања итд.
Околни ß ланци у ß равни су поређани тако да су њихови Cα атоми у додиру и њихови бочни ланци су усмерени у истом
правцу. Набораност ß ланца је узрок тетраедарске хемијске везе Cαатома, нпр. када је бочни ланац усмерен усправно
тада {\displaystyle \mathrm {C^{\prime }} } мора да буде усмерен благо надоле јер је њен угао везе отприлике 109.5°.
Набрност ствара дистанцу између {\displaystyle \mathrm {C^{\alpha }} _{i}} и {\displaystyle \mathrm {C_{i+2}^{\alpha }} } који отприлике
износи 6 Å, пре него 7.6Å(2x3.8Å) који се очекује од 2 потпуно издужене транс пептидне виртуалне везе.
“Бочно” растојање између суседних Cα атома у водоничној вези ß ланаца је 5Å.
ß ланаци су ретко савршено издужени, они се радије излажу благом заокрету да би избегли да изгледају као лик у огледалу својих
компонената аминокиселина. Енергетски су повољнији диедрални углови (φ, ψ) = (–135°, 135°) (широко, горњи леви регион
Рамашандровог дијаграма) настаје из потпуно издужене конфигурације (φ, ψ) = (–180°, 180°). Заокрет је често повезан са алтернативним флуктацијама у
диедралним угловима да би спречили да дође до раздвајања индивидуалних ß ланаца у већим равнима. Добар пример оваквог ß
заокрета може се видети у протеину BPTI.(Апротинин, познат и под називом bovine pancreatic trypsin inhibitor, BPTI је
протеин који се користи као лек, даје се приликом компликованих операција као што су операције срца и јетре да би се смањило
крварење).

### Шеме водоничних веза
Пошто су пептидни ланци у директној вези преко њихових -терминус и -терминус може се рећи да су и ß ланци тако повезани. Често су представљани у дијаграмима топологије протеина са стрелицом која показује ка C крају. Суседни ß ланци могу да уреде водоничне везе као паралелне, антипапалелне и мешовите.
У антипаралелним, узатопни ß ланци мењају правац тако да N-терминус једног ланца се надовезује на C-терминус следећег. Ово је уређење које изазива најјачу интерланчану стабилност јер дозвољава да интерланчана водонична веза између карбонилних и водоничних група буде планарна што је њихова пожељнија оријентација. Диедрални углови пептидне кичме су (φ, ψ)= (–140°, 135°) у антипаралелним равнима. У овом случају ако су 2 атома {\displaystyle \mathrm {C_{i}^{\alpha }} } и {\displaystyle \mathrm {C_{j}^{\alpha }} } суседна у 2 ß ланца а повезани водоничним везама онда они формирају 2 заједничке кичме водоничних веза поред пептидних група од сваког атома, ово је познато као “близак пар” водоничних веза.
У паралелној форми сви N терминуси узастопних ланаца усмерени су у истом правцу. Ова оријентација је нешто мање стабилна јер је неполарна. Диедрални углови ((φ, ψ) су отприлике (–120°, 115°) у паралелним плочама. Ретко је наћи мање од 5 паралелних ланаца који интереагују у мотиву, што указује на то да је мањи број ланаца можда нестабилан. У овом случају ако су 2 атома {\displaystyle \mathrm {C_{i}^{\alpha }} } и {\displaystyle \mathrm {C_{j}^{\alpha }} } суседни у 2 ß ланца повезани водоничним везама онда се не везују међусобно водоничним везама, чешће, један бочни крај се везује водоничном везом за други (али не и супротно). Нпр. бочни пар {\displaystyle i} може да формира водоничне везе са бочним крајевима {\displaystyle j-1} и {\displaystyle j+1}; ово је познато као “широк пар” водоничних веза. Насупрот томе, бочни пар ј може да се веже водоничним везама за све различите бочне групе или ни за једну.
На крају, појединачан ланац може да постоји као шема мешавине веза са паралелним ланцем на једној страни и антипаралелним ланцем на другој. Овакво уређење је мање уобичајено него што би се претпоставило насумичном дистрибуцијом оријентација, што указује на то да је ова шема мање стабилна од антипапалелно уређене.
Повезивање ß ланца водоничним везама не мора да буде савршено; могу да постоје локалне сметње познате као ß испупчења.
Водоничне везе леже приближно у површини равни, са пептидним карбоналним групама усмереним у наизменичним правцима са наизменичним бочним групама, поређења ради, узастопне карбонилне групе су усмерене у истом правцу у алфа- хеликсу.

### ß паралелна и ß антипапалелна струкрура
ß паралелна и ß антипапалелна структура се састоји од суседних полипептидних низова, или сусено постављених делова истог пептидног полипептидног низа, који су међусобно повезани водоничним везама. Конформација полипептидног низа ова два облика ß структуре нешто се разликује од конформације истегнутог полипептидног низа (ψ=φ=180° када су све пептидне везе у потпуно истегнутој, тј. Тонус конформацији), што даје полипептидном низу набрану структуру. Код оба облика ß структура све N-C i C=O групе су колинеарне тако да се између њих формирају водоничне везе. Бочне групе су наизменично постављене с једне, односно с друге стране равни пептидне везе, и у просеку растојање између 2 бочне групе које се налазе с исте стране полипептидног низа износи 7Å. У просеку, дужина једног сегмента ß структуре износи око 21Å, a у грађењу учествује 15 аминокиселинских остатака. Дужина ß структуре није строго дефинисана и у појединим протеинима можемо срести секвенце које садрже 2-15 сегмената, односно 30-225 аминокиселинских остатака.
Паралелна и антипаралелна ß структура се разликује по оријентацији водонично везаних пептидних низова. Код паралелне структуре суседно, водонично везани полипептидни низови су истог смера (C- и N- терминални крајеви су исто усмерени), док су код антипаралелне структуре суседни, водонично везани полипептидни низови усмерени (један полипептидни низ је N-C- оријентације а други C-N- оријентације). Оба облика ß структуре су приближно заступљена у структури протеина, иако је паралелна структура нешто мање стабилна од антипапалелне. Осим тога, у молекулу протеина се може остварити и мешовита паралелна-антипаралелна структура полипептидног низа, али је она знатно ређа.

### Склоности Аминокиселина
Велике ароматичне бочне групе (Thy, Phe i Trp) и ß-разгранате аминокиселине (Thr, Val, Ile) имају већу вероватноћу да се нађу у оквиру ß ланца у средини ß равни. Интересантно, различити типови бочних група (као што је Pro) пре ће се наћи на крају ланца ß равни, вероватно да би избегле везивања “крај за крај” између протеина, које може да доведе до груписања и амилоидне форме.

## Чести структурни мотиви
Мотиви у структури протеина који су настали комбинацијом 2 или више секундарне сутруктуре означавају се као супер секундарне структуре. Настанком ових структура које су засноване на водоничним везама, смањује се број места слободних за нове водоничне везе. Одатле су ове структуре углавном у унутрашњем, неполарном делу протеина, далеко од околне воде која захтева слободна места за стварање водоничних веза.
Одређени делови протеинског молекула могу формирати специфичне домене. Протеински домени су локално организоване структуре протеина и језгро сваког домена се састоји од серије међусобно повезаних ß равни или -хеликсне структуре, а веома често су у комбинацији ове две секундарне сутруктуре протеина. С обзиром да постоји мали број начина како се могу комбиновати и ß структуре у глобуларне структуре, комбинацијом ових секундарних структура граде се одређени мотиви који се јављају у протеинима.
Врло једноставан структурни мотив који се појављује код ß равни је ß укосница, у којој су 2 антипаралелна ланца повезана (ß окрет) кратком петљом од 2 до 5 бочних ланаца, од којих је један најчешће глицин или пролин, где оба могу да прихвате необичну конфигурацију двоструког угла потребну за оштар заокрет, односно формира се оштро савијање пептидног ланца. Међутим, појединачни ланци се такође могу повезати на сложеније начине са дугачким петљама које могу садржати алфа хеликс или чак целе протеинске домене.

### Мотив Грчког кључа
Мотив грчког кључа се састоји из 4 суседна антипаралелна ланца и њихових везивних петљи. Садржи 3 антипаралелна ланца спојена укосницом, док се четврти граничи са првим и са трећим ланцем је спојен са дужом петљом. Ова врста структуре се формира врло лако током процеса слагања протеина. Добио је назив по честој шари на орнаментим Грчке уметности.

### β-α-β motiv
У овом мотиву су 2 антипаралелне β набране плоче повезане делом полипептида који је структуре као α-хеликс. Сличан мотив зван β-α-β-αмотив чини основну компоненту најчешћег облика терцијарна структуре протеина, TIM буре.

### Други мотиви'
Велика разноврсност топологије и веза између основних секундарних структурних елемената води до формирања различитих протеинских превоја. Познати превоји који садрже ß равни укључују ß ваљкове, ß пропелере и мотиве желатинасто-увијеног превоја. База структурне класификације протеина укључује посебну категорију за све ß протеине.

## Структурна грађа протеина са β равнима
β равни су присутне у свим β, α+β and α/β доменима према тврђењу структурне класификације протеина (енгл. Structural Classification of Proteinsand - SCOP -је обиман приручник у коме су класификовани структурни домени протеина базирани на сличностима делова њихових амино киселина и тродимензионалне структуре ) и многих пептида или малих протеина са слабо дефинисаном структуром. Сви β домени могу формирати β бурад, β сендвиче, β прзме, β пропелере, β хеликсе.

## Структурна топологија
Топологија ß равни описује распоред водоничних веза ß ланаца дуж кичме (основног ланца). На пример, превој флаводоксина има петоланчану, паралелну ß раван са топологијом 21345; стога, гранични ланци су ß ланци 2 и ß ланци 5 дуж кичме. Јасније речено, ß ланац 2 је H-везан са ß ланцем 1, који је H-везан са ß ланцем 3, који је H-везан са ß ланцем 4, који је такође H-везан са ß ланцем 5, другим граничним ланцем. По истом принципу, мотив грчког кључа, описан горе, има топологију 4123. Секундарна структура ß равни може се грубо описати тако што ланцима приписујемо бројеве, њихову топологију, било да су њихове водоничне везе паралелне или антипаралелне.
ß равни могу бити отворене, што значи да имају два гранична ланца (као код превоја флаводоксина или превоја имуноглобулина) или могу бити затворени ß буре (као што је TIM буре). Неке отворене ß равни су веома закривљене и савијају се око себе (као код SH3 домена) или образују облике потковице (као код рибонуклеинских инхибитора). Отворене ß равни могу се саставити „лицем у лице“ (као код бета-пропелер доменаили превоја имуноглобулина) или „крај са крајем“, формирајући једну велику раван

## Паралелни ß хеликси
ß хеликс је формиран од понављајућих структурних јединица које се састоје од два или три кратка ß ланца повезаних кратким петљама. Ове јединице се “нагомилавају“ једна на другу у облику спирале тако да долази до узастопног понављања истог ланца водоничних веза у међусобно паралелној оријентацији. Код ß хеликса, сами ланци су скоро планарни, и резултујућа површина хеликса је скоро равна, на пример, формирање облика троуглсте призме.
Дволанчани хеликс је нађен у ензиму пектате лиазе. Он има 2 петље које су дужине од по 6 бочних група а да би одржале интегритет структуре везане су јонима стабилизационог калцијума. Сложенији троланчани хеликс садржи три везивне петље, од којих једна је тачно две бочне групе дуга, а друге варирају. Ова структура је нађена у бактериофагу P22 таилспикског протеина..

## ß равни у патологији
Неки протеини који су поремећени или спирални као мономери, као што је амилоид ß (амилоиди су нерешива влакна протеина, то су групе које имају посебне структурне особине) могу да формирају олигомеричне структуре богате ß равнима што је повезано са патолошким стањима. Амилоид ß протеинска олигомерична форма је представљена као узрочник Алцхајмерове болести. Њена структура још треба да се одреди у потпуности, али скорашњи подаци указују на то да може да личи на необичан двоструколанчани ß хеликс.
Бочни ланци од остатака амино киселина нађени у структури ß равни могу такође да буду уређени тако да многи од граничних бочних ланаца на једној страни равни су хидрофобични, док многи од оних међусобно суседних на супротној страни равни су поларни или наелектрисани (хидрофилични), што може бити корисно ако раван треба да формира границу између поларних/водњикавих и неполарних/замућених окружења.